# Willi Haubrock
Willi „Eiche“ Haubrock (* 31. Dezember 1916; † Januar 2001 in Bielefeld) war ein deutscher Fußballspieler und -trainer.

## Werdegang
Willi Haubrock begann seine Karriere bei Arminia Bielefeld und stieg im Jahre 1949 mit seiner Mannschaft in die seinerzeit erstklassige Oberliga West auf. Dort wurde Haubrock in acht Spielen eingesetzt, bei denen ihm allerdings kein Tor gelang. Seinen Spitznamen Eiche erhielt Haubrock von seinem Mannschaftskameraden Willi Nolting nach einem torlosen Unentschieden der Arminia bei Rhenania Würselen. Haubrock habe laut Nolting „gestanden wie eine deutsche Eiche“. Am Saisonende stieg die Arminia wieder ab und Haubrock verließ den Verein mit unbekanntem Ziel. Später wechselte Haubrock zur SpVgg Fichte Bielefeld, mit der er 1956 in die Landesliga aufstieg.
Nachdem er seine Spielerkarriere beendet hatte, wurde er im Jahre 1962 Jugendleiter und -trainer bei Arminia Bielefeld und übernahm später die Amateurmannschaft des DSC. Ende der 1960er Jahre übernahm Haubrock den SVA Gütersloh und führte die Mannschaft 1971 zur Westfalenmeisterschaft und zum Aufstieg in die seinerzeit drittklassige Regionalliga West. Haubrock wechselte daraufhin zum Verbandsligisten VfB 03 Bielefeld und gewann 1973 mit den „Hüpkern“ die Westfalenmeisterschaft. In der anschließenden Aufstiegsrunde zur Regionalliga West scheiterte der VfB jedoch. Zwei Jahre später wurde Haubrock mit der SVA Gütersloh westfälischer Vizemeister. Darüber hinaus war Haubrock noch beim BV Werther, dem TBV Lemgo, SuS Lage, SuS Herford, Herforder SC und dem TuS Wittekind Enger als Trainer aktiv.
Willi Haubrock war hauptberuflich selbständiger Schneider. Er war verheiratet und hatte zwei Kinder. Sein Sohn Wilhelm veröffentlichte im Dezember 2016 ein Buch über das Leben und Wirken seines Vaters.